# Gavrilovo-Posadskij rajon
Il Gavrilovo-Posadskij rajon (in russo Гаврилово-Посадский район?) è un rajon dell'Oblast' di Ivanovo, nella Russia europea; il capoluogo è Gavrilov Posad, fra gli altri centri abitati si ricorda Petrovskij. Istituito nel 1929, il rajon ricopre una superficie di 960 chilometri quadrati e nel 2010 ospitava una popolazione di circa 17.000 abitanti.